# Julian Ursyn Niemcewicz
Julian Ursyn Niemcewicz (6. února 1758, Skoki poblíž Brestu (dnes Bělorusko) – 21. května 1841, Paříž) byl polský politik a preromantický básník, dramatik, prozaik a překladatel.

## Život
Pocházel ze šlechtické rodiny. V letech 1770-1776 vystudoval kadetní Szkołu Rycerskou ve Varšavě s stal se adjutantem knířete Adama Kazimierze Czartoryského. Žil v jeho sídle v Pulawách, ze kterých se stalo významné kulturní centrum, ale také s ním hodně cestoval po celé Evropě. V té době se také stal členem zednářské lóže.

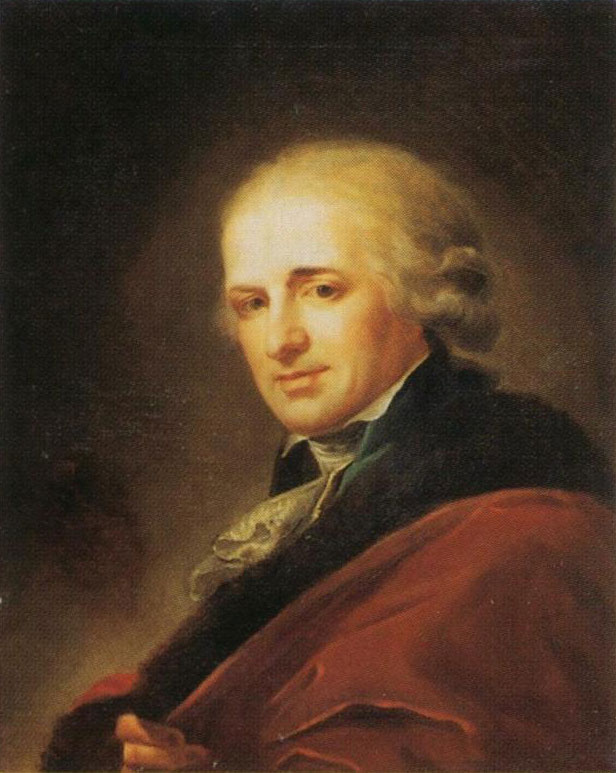
Niamcevič roku 1796

Velmi rychle se stal jedním z předních polských politiků a poslancem tzv. Velkého (neboli Čtyřletého) sejmu v letech 1788–1792. Seznámil se s Tadeuszem Kościuszkem a jako jeho pobočník se zúčastnil Kościuszkova povstání. V prohrané bitvě u Maciejowic byl stejně jako Kościusko zraněn a společně s ním odvezen do Petrohradu, kde byl rok a půl vězněn v Petropavlovské pevnosti.
Po propuštění carem Pavlem I. odjel do Anglie a pak nějakou dobu žil ve Spojených státech, kde se seznámil s anglosaskou kulturou a zásadami tehdejší demokracie. Konsolidace poměrů v Polsku mu umožnila roku 1802 návrat do vlasti, kde se opět aktivně účastnil politického i kulturního života ve Varšavském knížectví i v Kongresovém Polsku. Roku 1802 se stal členem a roku 1826 předsedou Towarzystwa Przyjaciół Nauk. Po boku knížete Adama Jerzyho Czartoryského se pak na přelomu let 1830 a 1831 zúčastnil listopadového povstání a po jeho porážce emigroval do Francie, kde také zemřel. Pohřben byl na hřbitově Les Champeaux v Montmorency.
Ve své tvorbě uplatňoval preromantické a částečně také již romantické prvky, příznačné pro dobový historismus, a to především v období po návratu z Ameriky, kde se s nimi seznámil. Psal satiry, bajky, balady, dumy, dramata a romány s převážně historickou tematikou, mnohé podle vzoru Waltera Scotta. Je také autorem četných pamětí, deníků a překladů hlavně z francouzštiny a angličtiny.

## Výběrová bibilografie
- Wojna kobiet (1774, Válka žen), heroikomická báseň.
- Władysław pod Warną (1787-1788, Vladislav u Varny), historická tragédie o polském králi Vladislavovi III., který zahynul v bitvě u Varny.
- Powrót posła (1790, Poslancův návrat), politická komedie, která byla reakcí na vnější a vnitřní politickou situaci Polska a ve které dochází ke konfrontaci příznivců dvou politických táborů: konzervativců a reformátorů, na jejichž straně autor stojí.
- Kazimierz Wielki (1792, Kazimír Veliký), historické drama o polském králi Kazimírovi III.
- Puławy (1802-1804), poema.
- Cztery pory życia człowieka (1804–1807, Čtyři roční období lidského života), didaktická báseň.
- Alondzo i Helena (1805, Alondzo a Helena), parafráze anglické balady o zemřelém milenci na svatbě nevěrné milenky.
- Dzieje panowania Zygmunta III. (1811-1812, Dějiny vlády Zikmunda III.), historický spis.
- Jadwiga, królowa polska (1814, Hedvika, královna polská), hudební drama, hudba Karol Kurpiński.
- Dwaj panowie Sieciechowie (1815, Dva páni Sieciechowé), román obsahující paralelní vylíčení osudů dvou osob, patřících do dvou růzbých historických období. Jeden je z autorovy současnosti a od druhého jej odděluje sto let, čehož autor využívá ke konfrontací různých názorů na záležitosti související s domovinou.
- Jan Kochanowski w Czarnym Lesie (1815, Jan Kochanowski v Černém lese), tzv. komedioopera (vaudeville), hudba Karol Kurpiński.
- Śpiewy historyczne (1816, Zpěvy historické), sbírka třiceti čtyř historických písní, zachycujících celé polské dějiny od legendárních počátků. Dílo vyšlo s hudbou a rytinami a dosáhlo velké popularity. Silně rovněž zapůsobilo na české obrozenecké prostředí.[2]
- Bajki i powieści (1817-1820), dvoudilná sbírka bajek.
- Lejbe i Siora (1821, !Lejbe a Siora), román z židovského prostředí.
- Jan z Tęczyna (1825, Jan z Tenczyna), historický román ze 16. století.
- Pamiętniki czasów moich (1848), vzpomínky z let 1823–1838 vydané v Paříži.
- Juljana Ursyna Niemcewicza, podróże historyczne po ziemiach polskich między rokiem 1811 a 1828 (1858), vzpomínky na cesty po Polsku mezi lety 1811 a 1828 vydané v Paříži.

## České překlady
Některá čísla ze sbírky Zpěvy historické do češtiny přeložili Václav Štulc a Josef Bojislav Pichl. Později tyto překlady převzal František Vymazal do své antologie Polská a lužicko-srbská poezije (výbor z národního a umělého básnictva polského a lužicko-srbského v českých překladech, Brno: Matice moravská 1878.